# Marcianus din Heraclea
Marcianus din Heraclea (Marcianus Heracleensis) a fost un geograf grec minor al antichității târzii (cca. secolul al IV-lea). 
Lucrările sale care au supraviețuit sunt:
- Periplus maris externi,  ed. Müller (1855), 515-562.
- Menippi periplus maris interni (epitome Marciani), ed. Müller (1855), 563-572.
- Artemidori geographia (epitome Marciani),  ed. Müller (1855), 574-576.